# Gautier Lloris
Pour les articles homonymes, voir Lloris.
Gautier Lloris, né le 18 juillet 1995 à Nice, est un footballeur français jouant au poste de défenseur central au Havre AC.   
Il est le frère cadet d'Hugo Lloris, ancien gardien et capitaine de l'équipe de France.

## Biographie

### Formation et débuts à l'OGC Nice
Formé à l'OGC Nice comme son frère, il signe son premier contrat professionnel à 20 ans avec les Aiglons. Il fait ses débuts le 4 janvier 2016 en Coupe de France face au Stade rennais, puis le 30 avril 2016 en Ligue 1 face au FC Nantes. Mais souvent blessé, il joue très peu avec le Gym.

### Prêt au GFC Ajaccio
Le 11 janvier 2018, il est prêté en Ligue 2 au GFC Ajaccio, pour obtenir du temps de jeu. 

### Transfert à l'AJ Auxerre
Le 25 juin 2020, il quitte son club formateur pour signer en Ligue 2, à l'AJ Auxerre, après seulement six apparitions sous le maillot des Aiglons en cinq saisons. Il devient un titulaire régulier de l'équipe de Jean-Marc Furlan. Le 20 mars 2021, il inscrit son premier but professionnel, en ouvrant le score de la tête face au Valenciennes FC. Le 10 avril, il inscrit un doublé face aux Chamois niortais. Au total, il dispute 26 rencontres de championnat pour quatre buts, sa première saison pleine en professionnel. Sa deuxième année auxerroise est plus terne : handicapé par les blessures, Lloris n'apparaît qu'à trois reprises en Ligue 2, où Auxerre décroche la montée en barrages.

### Transfert au Havre AC
En juillet 2022, il s'engage pour deux saisons plus une en option au Havre Athletic Club après deux saisons passées à l'AJ Auxerre. Titulaire au sein de la défense havraise, il contribue activement à la remontée en Ligue 1 de son club à la fin de la saison 2022-2023. Par ailleurs, Le Havre égalise le record du nombre de buts encaissés en Ligue 2 depuis l'instauration depuis la poule unique en 1994, avec 19 buts encaissés. 
Lors de la saison suivante, dès la première journée de Ligue 1, Lloris inscrit le premier but de son équipe à la 5e minute contre le MHSC (match nul 2-2). En octobre 2023, le contrat de Lloris avec le club est prolongé jusqu'en 2026. Le 14 janvier 2024, il est à nouveau buteur face à l'Olympique lyonnais (3-1). Avec trente-et-un matchs joués sur trente-quatre, Lloris réalise une nouvelle saison convaincante, marquée par le maintien du Havre en Ligue 1.
Le 16 août 2024, il est à nouveau le premier buteur de la saison havraise en égalisant face au Paris Saint-Germain (1-4).

## Statistiques
| Saison                | Club                  | Championnat           | Championnat | Championnat | Championnat | Coupe(s) nationale(s) | Coupe(s) nationale(s) | Coupe(s) nationale(s) | Total | Total | Total |
| Saison                | Club                  | Division              | M.          | B.          | P.d.        | M.                    | B.                    | P.d.                  | M.    | B.    | P.d.  |
| 2015-2016             | OGC Nice              | Ligue 1               | 2           | 0           | 0           | 1                     | 0                     | 0                     | 3     | 0     | 0     |
| 2016-2017             | OGC Nice              | Ligue 1               | -           | -           | -           | -                     | -                     | -                     | 0     | 0     | 0     |
| 2017-2018             | GFC Ajaccio (prêt)    | Ligue 2               | 13          | 0           | 0           | -                     | -                     | -                     | 13    | 0     | 0     |
| 2018-2019             | OGC Nice              | Ligue 1               | -           | -           | -           | -                     | -                     | -                     | 0     | 0     | 0     |
| 2019-2020             | OGC Nice              | Ligue 1               | 3           | 0           | 0           | -                     | -                     | -                     | 3     | 0     | 0     |
| Sous-total            | Sous-total            | Sous-total            | 5           | 0           | 0           | 1                     | 0                     | 0                     | 6     | 0     | 0     |
| 2020-2021             | AJ Auxerre            | Ligue 2               | 26          | 4           | 1           | -                     | -                     | -                     | 26    | 4     | 1     |
| 2021-2022             | AJ Auxerre            | Ligue 2               | 3           | 0           | 0           | 2                     | 0                     | 0                     | 5     | 0     | 0     |
| Sous-total            | Sous-total            | Sous-total            | 29          | 4           | 1           | 2                     | 0                     | 0                     | 31    | 4     | 1     |
| 2022-2023             | Le Havre AC           | Ligue 2               | 27          | 3           | 3           | -                     | -                     | -                     | 27    | 3     | 3     |
| 2023-2024             | Le Havre AC           | Ligue 1               | 31          | 2           | 0           | 2                     | 0                     | 0                     | 33    | 2     | 0     |
| 2024-2025             | Le Havre AC           | Ligue 1               | 31          | 2           | 1           | -                     | -                     | -                     | 31    | 2     | 1     |
| Sous-total            | Sous-total            | Sous-total            | 89          | 7           | 4           | 2                     | 0                     | 0                     | 91    | 7     | 4     |
| Total sur la carrière | Total sur la carrière | Total sur la carrière | 136         | 11          | 5           | 5                     | 0                     | 0                     | 141   | 11    | 5     |

## Palmarès
- Le Havre AC
  - Champion de France de Ligue 2 en 2023